# 塔盧拉 (伊利諾伊州)
塔盧拉（英語：Tallula）是位於美國伊利諾伊州默納德縣的一個村落。

## 地理
塔盧拉的座標為39°56′39″N 89°56′15″W / 39.94417°N 89.93750°W，而該地最高點為海拔高度150米（即492英尺）。

## 人口
根據2010年美國人口普查的數據，塔盧拉的面積為1.38平方千米，當中陸地面積為1.38平方千米，而水域面積為0.00平方千米。當地共有人口488人，而人口密度為每平方千米353人。